# 和穆熙
和穆熙（1930年—），笔名巴紫、马伏，男，河南沁阳人，中国编辑、作家，曾任长江文艺出版社总编辑，第七、八届全国政协委员。